# Cruziohyla craspedopus
Cruziohyla craspedopus är en groddjursart som först beskrevs av John W. Funkhouser 1957.  Cruziohyla craspedopus ingår i släktet Cruziohyla och familjen lövgrodor. IUCN kategoriserar arten globalt som livskraftig. Inga underarter finns listade i Catalogue of Life.